# Ramon Sinkeldam
Ramon Sinkeldam (Wormer, 9 febbraio 1989) è un ex ciclista su strada ed ex ciclocrossista olandese.
Professionista dal 2012 al 2024, ha vinto una medaglia d'oro nella staffetta mista a cronometro ai Campionati Europei di ciclismo del 2019.

## Palmarès

### Strada
- 2011 (Rabobank Continental Team)

Campionati olandesi, Prova in linea Under-23
Parigi-Roubaix Under-23
Ronde van Limburg
- 2012 (Rabobank Continental Team)

5ª tappa Tour of Hainan (Chengmai > Danzhou)
8ª tappa Tour of Hainan (Wuzhishan > Sanya)
- 2014 (Team Giant-Shimano, una vittoria)

2ª tappa World Ports Classic (Anversa > Rotterdam)
- 2015 (Team Giant-Alpecin, due vittorie)

Velothon Berlin
Mémorial Frank Vandenbroucke
- 2017 (Sunweb, una vittoria)

Campionati olandesi, Prova in linea
- 2018 (Groupama, una vittoria)

Parigi-Chauny

#### Altri successi
- 2014 (dilettanti)

Classifica giovani World Ports Classic
- 2017 (Sunweb)

3ª tappa Hammer Sportzone Limburg (Sittard-Geelen, cronosquadre)
- 2019 (Groupama, una vittoria)

Campionati europei, Staffetta mista

### Ciclocross
- 2006-2007 (Juniores)

Int. Cyclo-cross Veghel-Eerde
Campionati olandesi, Prova Juniores
Krawatencross Juniores
Classifica finale Superprestige Juniores
- 2014-2015

Veldrit van Amersfoort (Amersfoort)

## Piazzamenti

### Grandi Giri
- Giro d'Italia

2019: 133º
2020: ritirato (10ª tappa)
2022: 132º
2023: non partito (5ª tappa)
- Tour de France

2015: ritirato (14ª tappa)
2016: 143º
2017: 148º
2018: 134º
2023: ritirato (14ª tappa)
- Vuelta a España

2013: ritirato (14ª tappa)
2014: 136º
2021: 127º

### Classiche monumento
- Milano-Sanremo

2020: 88º
2021: 155º
- Giro delle Fiandre

2012: ritirato
2013: 76º
2014: 88º
2015: 59º
2016: 93º
2017: 78º
2018: 97º
2019: 114º
- Parigi-Roubaix

2012: fuori tempo massimo
2013: 25º
2014: 116º
2015: 27º
2016: 15º
2017: 25º
2018: 62º
2019: ritirato
2021: fuori tempo massimo

### Competizioni mondiali
- Campionati del mondo su strada

Aguascalientes 2007 - In linea Juniores: 64º
Mendrisio 2009 - In linea Under-23: ritirato
Copenaghen 2011 - In linea Under-23: 36º
Limburgo 2012 - Cronosquadre: 18º
Toscana 2013 - Cronosquadre: 14º
Richmond 2015 - Cronosquadre: 5º
Doha 2016 - Cronosquadre: 7º
- Campionati del mondo di ciclocross

Zeddam 2006 - Juniores: 27º
Hooglede-Gits 2007 - Juniores: 4º
Trento 2008 - Under-23: 10º
Hoogerheide 2009 - Under-23: 8º

### Competizioni continentali
- Campionati europei

Hooglede-Gits 2009 - In linea Under-23: 76º
Alkmaar 2019 - Staffetta mista: vincitore
Alkmaar 2019 - In linea Elite: 33º
- Campionati europei di ciclocross

Pontchâteau 2005 - Juniores: 8º
Huijbergen 2006 - Juniores: 3º
Hittnau 2007 - Under-23: 10º
Lievin 2008 - Under-23: 18º